# Que la fête commence...
Pour plus de détails, voir Fiche technique et Distribution.
Que la fête commence… est un film historique français réalisé par Bertrand Tavernier, sorti en 1975, avec Philippe Noiret, Jean Rochefort et Jean-Pierre Marielle. Le film se déroule au XVIIIe siècle durant la période de la Régence et met notamment en scène l'histoire vraie de la conspiration de Pontcallec.

## Synopsis
En France, pendant le premier quart du XVIIIe siècle. Le roi Louis XV (arrière-petit-fils et successeur de Louis XIV) étant mineur, la Régence est assurée par son cousin, le duc d'Orléans (Philippe Noiret), débauché notoire, entouré d'une cour de prostituées et de jouisseurs délurés. En Bretagne, le marquis de Pontcallec (Jean-Pierre Marielle) fomente un complot destiné à renverser le duc au profit du roi Philippe V d'Espagne, petit-fils de Louis XIV et oncle du jeune souverain. Il espère ainsi redonner son indépendance à la Bretagne — en la libérant de ses devoirs de vassalité envers le pouvoir parisien — et y proclamer la république. L’abbé Dubois (Jean Rochefort), Premier ministre complaisant du Régent et manipulateur ambitieux, se charge de mettre fin à la conspiration tout en l'utilisant pour assouvir ses propres ambitions.

## Contexte historique du film
Dans une atmosphère de libertinage, au début des événements qui vont conduire à l'effondrement du système de Law, l'ancien précepteur du régent devenu ministre (l’abbé puis archevêque Dubois) veut obtenir la tête du marquis de Pontcallec pour complaire à l'ambassadeur anglais. Le Régent, Philippe d'Orléans, présenté comme débauché et désabusé, se laisse convaincre par son ministre puis tente de gracier les condamnés mais les manœuvres clandestines de l'abbé Dubois conduisent à leur exécution.
L'intrigue débute en juillet 1719 avec la réunion de petits nobles bretons autour de Pontcallec, qui part en députation auprès du Régent. À Paris, Marie-Louise-Élisabeth d'Orléans, fille aînée du Régent, vient de mourir. Tavernier montre son autopsie dans une scène d'un macabre carnavalesque. Victime de ses excès alimentaires et amoureux, « Joufflotte » est morte à nouveau enceinte. C'est Pierre Chirac, Premier médecin du Régent, puis du Roi, qui l'apprend à la Duchesse d'Orléans. Son fantôme « hante » le Régent tout au long du film.
En partie inspirée par l'homme de cour et mémorialiste Louis de Rouvroy, duc de Saint-Simon, ami d'enfance de Philippe d'Orléans, c'est une chronique tragi-comique particulièrement hostile à l'abbé Dubois. Quelques parties de l'Intrigue sont inspirées du roman d'Alexandre Dumas Une fille du régent . Par exemple dans le roman, une voyante a affirmé à Pontcallec qu’il mourra par la mer, ce qu'il affirme dans le film un peu avant son exécution mais le film ne reprend pas le passage où il apprend que le boureau se nomme Lamer 
Dans une mascarade, le Régent invite à sa cour les figures allégoriques « de la misère, du désespoir et de la mort ». Le film se termine par une allusion à une révolte possible du peuple envers la noblesse : la mise à feu d'un carrosse portant les armoiries royales.

## Fiche technique
- Titre : Que la fête commence…
- Réalisation : Bertrand Tavernier
  - Assistants réalisateur : Laurent Heynemann et Claude Othnin-Girard
- Scénario : Jean Aurenche et Bertrand Tavernier
- Photographie : Pierre-William Glenn
- Montage : Armand Psenny
- Musique : Philippe d'Orléans, régent de France, étudiée et restituée par Antoine Duhamel, d'après le manuscrit original de l'opéra Penthée
- Décors : Pierre Guffroy
- Costumes : Jacqueline Moreau
- Producteurs : Michelle de Broca, Yves Robert
- Sociétés de production : Fildebroc, Les Productions de la Guéville, Universal Pictures
- Sociétés de distribution : Cinema International Corporation (), Specialty Films (), Kino Video ( DVD),
- Pays de production :  France
- Langue originale : français
- Format : Couleur — 35 mm — 1,85:1 — Son : Mono
- Genre : Comédie dramatique, Film historique
- Durée : 114 minutes
- Dates de sortie :
  - France : 23 mars 1975
- Affiche : Michel Landi (France)

## Distribution
- Philippe Noiret : Philippe d'Orléans, régent pour son petit-neveu Louis XV
- Jean Rochefort : l’abbé Dubois
- Jean-Pierre Marielle :  le marquis de Pontcallec
- Marina Vlady : Marie-Madeleine de la Vieuville,  marquise de Parabère
- Christine Pascal : Émilie
- Alfred Adam : François de Neufville, duc de Villeroy
- Jean-Roger Caussimon : le cardinal
- Gérard Desarthe : le duc de Bourbon
- Yvon Cousquer : le jeune roi Louis XV
- Michel Beaune : le capitaine La Griollais
- Monique Chaumette : la gouvernante de Pontcallec
- François Dyrek : Montlouis
- Jean-Paul Farré : le père Burdo
- Nicole Garcia : la Fillon
- Raymond Girard : Pierre Chirac, Premier médecin du Régent
- Jacques Hilling : l'abbé Gratellard
- Bernard La Jarrige : Amaury de Lambilly
- Monique Lejeune : Mme de Sabran
- Georges Riquier : Brunet d'Ivry
- Brigitte Roüan : la prostituée
- Andrée Tainsy : la religieuse
- Jean Amos : l'officier de police
- Roland Amstutz : le cocher du Régent
- Gilbert Bahon : le cocher du fiacre
- Bruno Balp : le valet Leblanc
- Michel Berto : l'aumonier du petit Louis XV
- Richard Bigotini : le voisin de l'auberge
- Michel Blanc : le valet de chambre de Louis XV
- Stéphane Bouy : Nocé
- Liza Braconnier : la servante de Louis XV
- Agnès Château : la paysanne de l'accident
- Philippe Chauveau : le témoin de l'auberge
- Christian Clavier : le valet de l'auberge
- Daniel Duval : le mirebalais[3]
- Yves Elliot : le paysan breton
- Pierre Forget : le jésuite « iroquois »
- Claude Furlan : l'ouvrier de l'auberge
- Guy Gerbaud : le moine de la prison de Nantes
- Gilles Guillot : le diacre de l'hospice
- Maurice Jacquemont : le prêtre qui initie Dubois
- Yvon Lec : le curé de la procession
- Jacques Lélut : le premier bandoulier
- Bernadette Le Saché : Hélène de Lambilly
- Thierry Lhermitte : le comte de Hornes
- Eric Lorvoire : un complice de Hornes
- Bertrand Migeat : le second bandoulier
- Pierre Moncorbier : l’abbé Fleury
- René Morard : le colporteur
- Jean-Jacques Moreau : un paysan
- Jacqueline Parent : Séverine, la filleule du Régent
- Gérard Pichon : le boulanger
- Bernard Pierrot : le chef musicien
- Jean-Paul Poirer : le dormeur
- Jacky Pratoussy (crédité Jacques Pratoussi) : un laquais
- Colette Proust : la voyante
- Patrick Raynal : un laquais
- Blanche Raynal  : l'épouse de Pontcallec
- Jean Rougerie : Talhoüet
- Marie-Jo Simenon[4] : la novice
- Anthony Stuart : l'ambassadeur Stairs
- Hélène Vincent : la duchesse d'Orléans
- Marcel Dalio (non crédité) : le noble suffocant au repas
- Gérard Jugnot (non crédité) : l'homme à pied
- Jean-Luc Moreau
- Sophie Jarry : petite fille

## Production

### Tournage
Le tournage a eu lieu du 16 septembre au 9 novembre 1974 dans divers lieux : la côte sauvage de Landunvez (Finistère), Morbihan, Monts d'Arrée (Mont Saint-Michel de Brasparts), château de Tonquédec (Côtes-d'Armor), Abbaye de Fontevraud, le vieux Mans.

## Musique
- Certaines musiques du film sont tirées des œuvres du vrai Philippe d'Orléans, compositeur et artiste à ses heures perdues. Un gwerz (complainte traditionnelle bretonne) sur le marquis de Pontcallec, Marv Pontkalleg (« la mort de Pontcallec »), est interprétée par Gilles Servat.

## Récompenses et distinctions
- 1975 : Prix Méliès
- Césars 1976 : 
  - César du meilleur acteur dans un second rôle à Jean Rochefort
  - César du meilleur scénario original ou adaptation à Bertrand Tavernier et Jean Aurenche
  - César du meilleur réalisateur à Bertrand Tavernier
  - César du meilleur décor à Pierre Guffroy
  - nomination au César du meilleur film
  - nomination au César de la meilleure actrice dans un second rôle pour Christine Pascal
  - nomination au César de la meilleure musique écrite pour un film pour Philippe d'Orléans et Antoine Duhamel

## Autour du film
- Lors de sa sortie, en mars 1975, beaucoup reconnurent dans le personnage incarné par Philippe Noiret le nouveau président Valéry Giscard d'Estaing, un dirigeant moderne à l'époque comparé à ses prédécesseurs. L’action réformatrice de son gouvernement (loi sur l’avortement, majorité à dix-huit ans, position pro-européenne) étant elle aussi contrariée par les intérêts de ses alliés gaullistes représentés à l’époque par son premier ministre et ennemi intime, Jacques Chirac. Le nom de celui-ci est d’ailleurs utilisé dans le film pour l'un des personnages secondaires, Pierre Chirac, chirurgien du Régent et médecin renommé, qui n'est toutefois pas l'ancêtre du futur président de la République[5].
- Le film met en vedette Philippe Noiret, Jean Rochefort et Jean-Pierre Marielle, mais aucune scène ne les réunit (si le duc d'Orléans et l'abbé Dubois se côtoient tout au long du film, Pontcallec ne fait que rencontrer brièvement Dubois et ne rencontre jamais le Régent) : les trois comédiens, amis à la ville, n'ont été à nouveau réunis au cinéma que vingt ans plus tard, dans Les Grands Ducs de Patrice Leconte, où ils sont cette fois tous ensemble à l'écran[6].
- Philippe Noiret endosse à nouveau le costume de Philippe d'Orléans plus de vingt ans après dans Le Bossu de Philippe de Broca (1997).
- Le réalisateur britannique Michael Powell avait été choisi par Bertrand Tavernier pour incarner John Law (scènes supprimées au montage)[7],[8].
- Plusieurs membres de la troupe du Splendid font une apparition : Gérard Jugnot (un homme à pied), Thierry Lhermitte (le comte de Horn), Christian Clavier (le valet de l'auberge) et Michel Blanc (le valet de chambre de Louis XV).